# Ярабайкуль
Ярабайку́ль (рос. Ярабайкуль, башк. Ярабайкүл) — присілок у складі Альшеєвського району Башкортостану, Росія. Входить до складу Аксьоновської сільської ради.
Населення — 53 особи (2010; 85 в 2002).
Національний склад:
- чуваші — 83 %